# وريد مرافق
الوريد المرافق أو الأوردة المرافقة. بصيغة الجمع لأنها تكون على شكل أزواج من الأوردة عادة ما تقترن أو تمتد مع نوع معين من الشرايين وخاصة الصغيرة منها. وهي توجد بالقرب من الشرايين حتى تساعد نبضات الشريان في العائد الوريدي.
الأوردة المرافقة عادة ما تكون موجودة مع بعض الشرايين الصغيرة وخاصة في الأطراف. الشرايين الكبيرة ليس لديها أوردة مرافقة وعادة ما يكون معها وريد واحد، وبنفس حجم الشريان ولكن لا يرتبط ارتباطا وثيقا مع الشريان.
أمثلة للشرايين والأوردة المرافقة لها:
- الشريان الكعبري والوريد الكعبري
- الشريان الزندي والوريد الزندي
- الشريان العضدي والوريد العضدي

أمثلة من الشرايين التي ليس لها أوردة مرافقة (أي تلك التي لديها أوردة عادية):
- الشريان الإبطي والوريد الإبطي
- الشريان تحت الترقوة والوريد تحت الترقوة

## وصلات خارجية
- هذه المقالة تعتمد على مواد ومعلومات ذات ملكية عامة، من الصفحة رقم 641  الطبعة العشرين لكتاب تشريح جرايز لعام 1918.
- صورة للأوردة المرافقة للشريان العضدي